# Lipowina
Lipowina [lipɔˈvina] (tiếng Đức: Lindenau, Kreis Braunsberg)  là một ngôi làng ở quận hành chính của Gmina Braniewo, trong huyện Braniewski, Warmińsko-Mazurskie, ở miền bắc Ba Lan, gần biên giới với Kaliningrad của Nga. Nó nằm khoảng 11 kilômét (7 mi) phía đông nam Braniewo và 71 km (44 mi) phía tây bắc của thủ đô khu vực Olsztyn.
Ngôi làng có dân số 892.

## Cư dân đáng chú ý
- Friedrich Wilhelm, Công tước Schleswig-Holstein-Sonderburg-Glücksburg (1785-1831)